# Григорьевский Бизюков монастырь
Не следует путать с Крестовоздвиженским Бизюковым монастырём, существовавшим в Смоленской губернии.
Свято-Григорьевский Бизюков монастырь — православный мужской монастырь в селе Червоный Маяк Херсонской области (Украина) находится в юрисдикции Украинской православной церкви (Московского патриархата) (УПЦ МП) (Новокаховская епархия). В середине лета 1922 года монастырь прекратил своё существование, в 1992 году началось его возрождение.

## Основание монастыря
Свято-Григорьевский Бизюков мужской монастырь, оплот Православия на юге Российской империи, занимавший в начале XX столетия в духовном плане второе место после Киево-Печерской лавры, расположен на территории нынешнего села Красный Маяк Бериславского района Херсонской области.
В царствование Екатерины Великой земли от Днепра до Южного Буга получают название Новороссия. В её состав входили Екатеринославская, Херсонская, Таврическая, частично Полтавская и Харьковская губернии.
Вот как описывает место, где было положено начало Григорьевской обители, летописец монастыря Н. Ф. Ногачевский «Если мы унесемся мыслию за 150 лет до нашего времени, то увидим на расстоянии 16 верст от турецкого Кизикермена — ныне города Берислава, вверх по течению Днепра, с правой его стороны, удивительно глубокую балку, носящую название „Пропасной“. …Пропасная балка была сплошь покрыта густым лесом и кустарниками; человеку только с трудом удавалось пройти среди этой дикой растительности. Здесь был притон разбойникам и ворам, а главное — запорожским шайкам, не желавшим подчиняться кошевому. Цель, для которой предназначались эти подземные жилища, была: прятать свою добычу, пиршествовать и укрываться от преследований со стороны разъездов и казачьих отрядов кошевого».
На краю той самой балки, на скале, стоял «Запорожский городок» — бывшая турецкая крепость, окружённая высоким земляным валом.
«Тут именно (в самой крепости) в 1782 г. возникло Софрониевское подворье, впоследствии переименованное в Григорьевский Бизюков монастырь. С этих пор в означенной местности настала тишина и спокойствие, ибо все шайки разбойников и хищных запорожцев скрылись, а с ними исчезли и их зверские деяния».
Феодосий
Основание Софрониевского подворья связано с именем игумена Софрониевской Молчанской пустыни (к которой он был приписан с 1792 года), Феодосия, бывшего также в Тисманском монастыре в Валахии. Он обратился к князю Г. А. Потемкину с просьбой о выделении ему участка земли в Херсонской губернии для устройства монастырского подворья с церковью. Прошение было удовлетворено. «…ему отвели в 1872 г. 23 мая по указу Новороссийской Губернской Канцелярии в Кизикирменском уезде, при реке Днепр, с правой стороны Пропасной балки, 3 245 десятин земли, а сверх того, лежащие против сей дачи, за Днепром, плавни до реки Конки, заключающие в себе более 2 000 десятин…». Здесь были построены несколько келий для монахов и часовня. Сооружается первая деревянная церковь во имя священномученика Григория, просветителя Великой Армении. В устроении этого богоугодного дела самое непосредственное участие вновь принимает Потемкин. Церковь освящена во имя его небесного покровителя — в знак благодарности и глубокого уважения старца Феодосия к светлейшему князю.
Вскоре церковь за неудобностью места переносится на противоположную, левую сторону балки. Более прочная, с каменными стенами, она простояла до времён послереволюционных гонений на православие и была разрушена около 1969 года. По преданию, средства на её строительство были получены частично от запорожских казаков.
В начале XIX века пустынь уже носит название Новогригорьевской (это именование монастырь носил с самого начала своего существования). Вокруг осваивались и заселялись новые земли, но не было тут ни одного мужского монастыря.
В ту пору в Смоленской губернии пришёл в упадок монастырь, основанный в 1621—1643 гг. боярами Салтыковыми в селе Бизюково, в окрестности города Дорогобужа. Боярин Федор Салтыков был человеком большой набожности и благочестивый. Впоследствии он передал всё своё имение с крестьянами в вечное владение монастырю и принял постриг с именем Сергий. Монастырь был первоклассный, ставропигиальный. Долгие годы он являлся духовной крепостью Православия во времена Польско-Литовского порабощения, ограждая христиан-славян от насаждения католицизма и унии на этих землях, а после изгнания польско-литовских князей утратил своё значение. С возвращением области Москве после войны 1654 г. окончилась польско-литовская эпоха монастыря, и он оказался в пределах Московского государства. За свою более чем 150-летнию историю смоленский Бизюков монастырь прошёл периоды расцвета и упадка.
4 декабря 1803 года Указом императора Александра I Новогригорьевская пустынь обращается во второклассный штатный Григорьевский Бизюков мужской монастырь, а ставропигиальный Бизюков монастырь на Смоленщине упраздняет. Весь штат последнего был переведен в Григорьевскую пустынь.

## Монастырь в XIX — нач. XX столетия
XIX век — время благоденствия и расцвета в истории Григорьевского Бизюкова монастыря. В 1822 году строится Покровская церковь.
С 18 декабря 1863 года установлено архиерейское настоятельство монастыря. Для местного управления утверждается наместничество. Тогда же первый наместник архимандрит Димитрий устроил новый каменный архиерейский дом с домовой церковью. В 1881—1885 годах наместником монастыря являлся игумен Нектарий из Киево-Печерской лавры. Он учредил Братский совет обители.
Во все последующие времена тут возрастали и духовно образовывались будущие настоятели, архипастыри, ректоры семинарий и училищ. Являл монастырь своих старцев и схимников. В скитских пещерах вдоль Днепра селились монахи-аскеты.
К концу XIX столетия монастырь имел на своей территории собор Вознесения Господня и пять церквей: Григорьевскую, Спасскую, Пантелиимоновскую, Покровскую (зимний собор), Трех Святителей — Тихона Задонского, Димитрия Ростовского и Митрофана Воронежского. Последняя была домовая и располагалась в северо-восточной части архиерейского особняка. Расписывать их приглашали итальянских мастеров. Образы ангелов святых апостолов с евангельских картин поражали каждого входящего сюда великолепием красок и горним откровением.
Монастырь в начале XX столетия представлял собой обширное поселение. С постом, бдением и молитвою «прошло несколько лет, и на тучных привольных пажитях монастырских паслось: 1000 голов рогатого скота, 2 000 лошадей и более 20 000 овец». Его земельные владения простирались на территории 45х7,5 километра и имели площадь 32 тыс.га. Здесь выращивали рожь и пшеницу, лен и кукурузу, просо и овес. В садах произрастало множество плодовых деревьев и прекрасный виноград, из которого в изобилии делали замечательное монастырское вино. Его успешно продавали за границу. Росли все овощные культуры. Урожайность на монастырских землях значительно превышала среднюю по Херсонщине и составляла 70 пудов (зерна пшеницы) с десятины.
Доход монастыря составлял в ту пору 500—800 тысяч золотых рублей (к примеру, Соловецкий монастырь имел 500 тысяч).
После Столыпинской реформы количество желающих взять землю в аренду возросло. Это дало приток к обители новых рабочих рук. За 20 лет число жителей в монастыре увеличилось в 6 раз — в 1916 году их было уже 910 человек. Тут работали мельницы и винодельни, маслобойни и молокарня, где изготавливали голландский сыр. Содержались пасеки, существовали два рыбозавода, один из которых сдавался в аренду. В районе Пропасной балки располагались конюшни и всевозможные мастерские. Действовала кузница и черепично-кирпичное производство. Специальное место было отведено под известковую. Известь десятилетиями готовили по специальной технологии и использовали в постоянном строительстве. Сохранившиеся сегодня строения свидетельствуют о непревзойдённых свойствах такой извести. Не так давно были обнаружены её запасы в районе старых монастырских мастерских. Прочность материалов того времени доказывают существующие и поныне выложенные кирпичом потолки братского корпуса (сегодня это гостиница для паломников) и другие постройки.
В начале XX столетия монастырь уже обеспечивался собственной электроэнергией. В архивах сохранилось такое описание: «электрическая станция, в которой находится 2 газогенератора, 2 мотора к ним 30 сил, 2 насоса водопроводных диаметром 700 ведер воды в час каждый, заряд аккумуляторов, динамо-мотор 23 сил и все остальные приспособления полного оборудования станции…» В 1924 году электростанция была разорена. Монастырский же водопровод в селе действует и поныне.
В 1903 году Свято-Григорьевский Бизюков монастырь праздновал свой столетний юбилей. Празднество, согласно выбранной программе, утверждённой Святейшим Синодом, было трёхдневным и по традиции приходилось на Крестовоздвижение. В Бизюков монастырь ежегодно к дню Воздвижения Честного и Животворящего Креста Господня стекалась масса народа, иногда более трёх тысяч человек. А в этот раз — «…богомольцев, прибывших (пароходами, в экипажах, пешим порядком, авт.) на монастырское торжество, тысяч до двенадцати» (Херсонские епархиальные ведомости.- 1903-№ 19.)
Касперовская икона Божьей Матери
В начале XX столетия поклониться образу Святой Чудотворной Касперовской иконе Божьей Матери их стекалось до нескольких тысяч. Богомольцев размещали и кормили во славу Божию, а не за деньги. Здесь для их расположения имелось всё необходимое. Гостиницы и постоялые дворы для отдыха, а главное — церкви и соборы для молитвы.
Тянулось к монастырю и дворянское сословие. Специально выстроенная для него гостиница редко была пустующей, знать Санкт-Петербурга и Москвы часто приезжала сюда. Монастырь был любимым местом русских православных царей со времён Екатерины II. Славная императрица, наведавшись в обитель, отметила здесь особый порядок и мудрое правление игумена Феодосия. В 1916 году Свято-Григорьевский Бизюков монастырь посетил с семьёй царь Николай II.
В 1913 году при Свято-Григорьевском Бизюковом монастыре открываются миссионерские курсы, а в 1914 г. на их основе утверждается единственная в России Духовная миссионерская семинария. Студентами становились дети из семей монастырского поселения, которое к тому времени было обширным. Летом 1917 года здесь состоялся Общероссийский съезд православных миссионеров. Семинария представляла собой прекрасное архитектурное сооружение в три этажа, имела обширную благоустроенную территорию и хорошо вписывалась в ландшафт. Имела всё необходимое для плодотворного процесса обучения. В начале прошлого века эту семинарию окончил прославившийся на духовной и пастырской ниве Херсонщины архимандрит Варсонофий (Юрченко). Упокоен он в Херсоне возле храма Всех Святых. К его могиле не прекращается поток верующих и в наши дни. Многие получают здесь молитвенную помощь.
До революции монастырь всегда знал нужды и чаяния народа. Его благотворительная деятельность широко распространялась как на частных лиц, так и на всевозможные общества и особенно детские учреждения. Духовное же воспитание оставалось главной его задачей.
Свято-Григорьевский Бизюков монастырь имел свой филиал в с. Камышаны под Херсоном. Там находилась Свято-Успенская женская обитель, которой монахи всячески помогали, как молитвенно, так и плодами земных своих трудов. Духовная связь их была неразрывной.
О монастырской больнице следует упомянуть особо. Открытие её по благословению архиепископа Сергия состоялось в декабре 1891 г. Получали здесь помощь, как стационарную, так и амбулаторную, монашествующие, служащие в монастыре, штатные рабочие и пришлый люд (богомольцы, странники, сроковые рабочие), начиная от своей до смежной и отдалённых губерний. Лечили в числе прочих такие болезни как тиф, пневмонию, дизентерию, сибирскую язву и лихорадку. Проводили и несложные хирургические операции. Хорошо снабжалась аптека. Лекарства привозили из Одессы и Херсона. Питание больных было организовано в зависимости от болезни. Соблюдалась диета, а в постные дни всем без исключения готовилась постная пища. Общее число мест в стационаре было 12, но при необходимости его могли увеличить. О качестве и результатах лечения в монастырской больнице можно судить по такому примеру. За весь 1891 год из 1659 амбулаторных и 113 стационарных больных умер только один.
Первая мировая война отозвалась в сердцах монастырского братства горячей молитвой. С первых дней сражений обитель стала оказывать и материальную помощь фронту. По указанию архиепископа Назария, в 1914 году был сформирован отряд из братии и иеромонахов. Их обучили санитарному делу и отправили на фронт. В самом монастыре был оборудован лазарет для раненых.

## Архитектура монастыря
До революции 1917 года на территории монастыря находились:
- собор Вознесения Господня;
- Григорьевская церковь;
- Спасская церковь;
- Пантелиимоновская церковь;
- Зимний собор (Покровская церковь);
- церковь Трех Святителей;
- архиерейские палаты;
- гостевая обитель;
- сиротский приют;
- многочисленные хозяйские постройки, включая собственную электростанцию.